# لوچ (شهرستان زیانچورینسکی، باشقیرستان)
لوچ (انگلیسی: Luch, Zianchurinsky District, Republic of Bashkortostan) یک شهرک در شهرستان زیانچورینسکی استان باشقیرستان کشور روسیه است.